# 不丹皇家航空
不丹皇家航空（宗喀語：འབྲུག་མཁའ་འགྲུལ་ལས་འཛིན།，威利：'brug mkha' 'grul las 'dzin）是不丹的航空公司，成立於1981年，1983年以多尼爾228飛機開始營運，經營國際定期客運和貨運航班服務。1988年引入BAe-146型，2004年引入空中巴士A319經營較遠的航線。

## 機隊

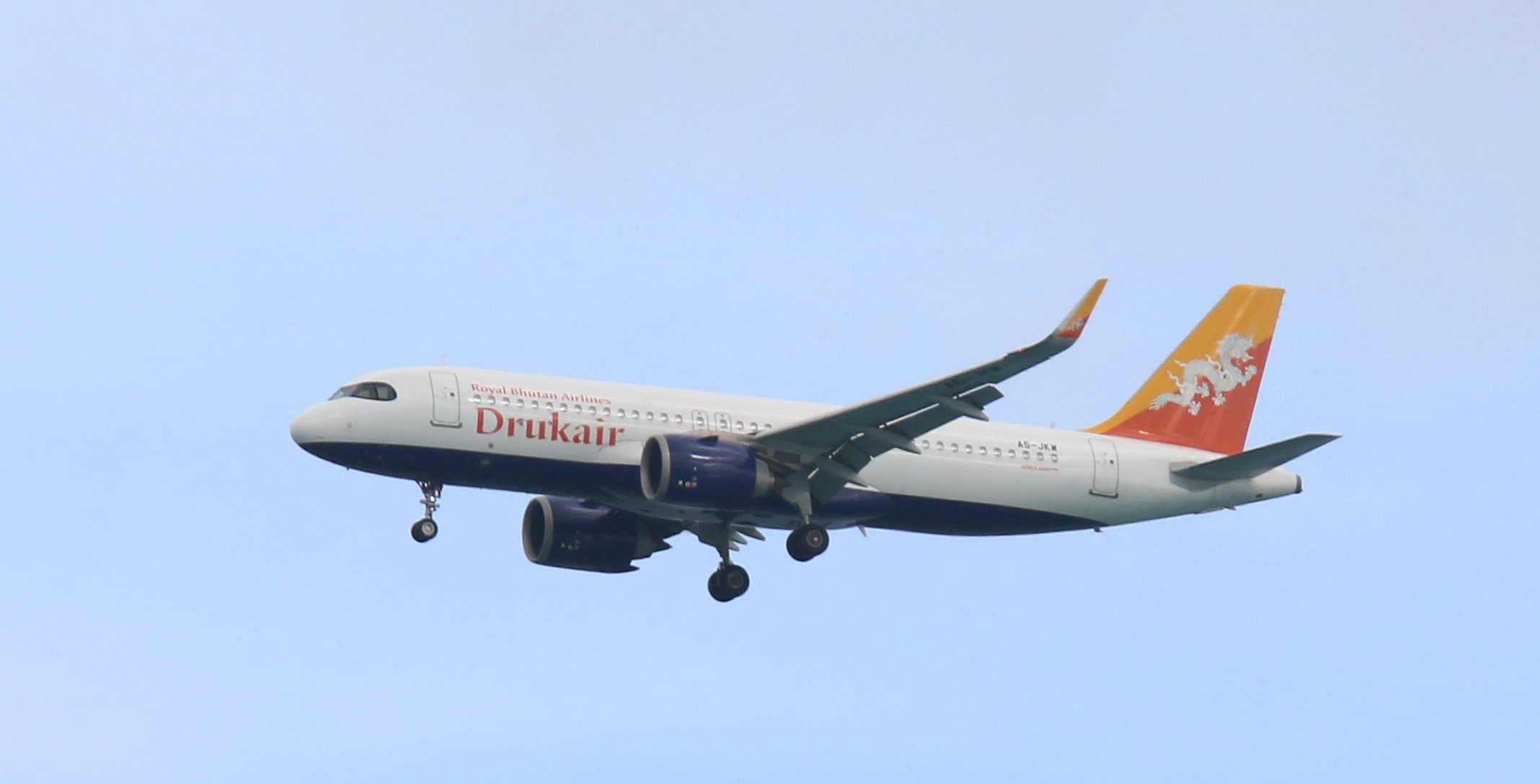
不丹皇家航空的空中巴士A320neo於樟宜機場

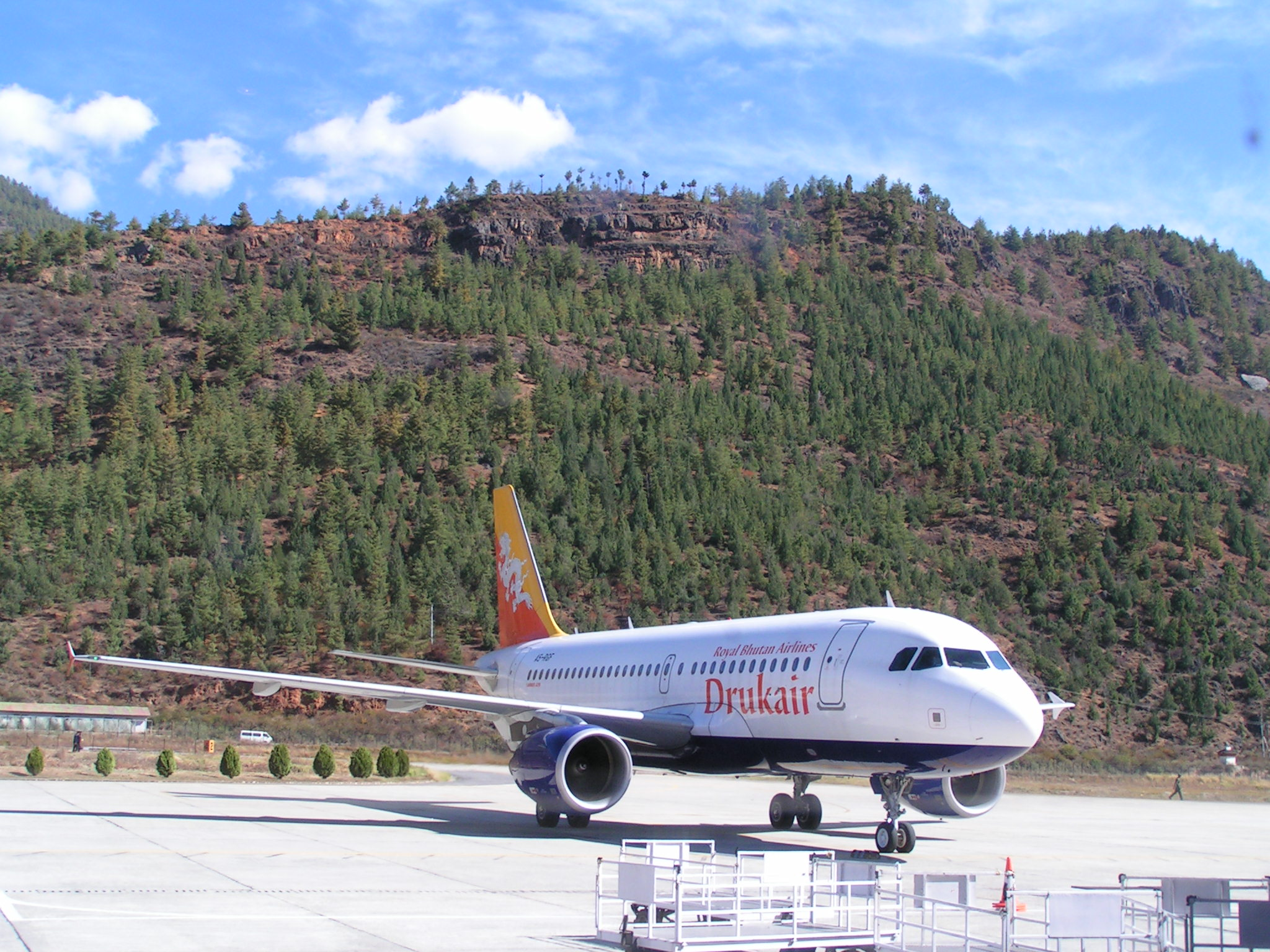
不丹皇家航空的空中巴士A319-115型客機停泊於帕羅機場

截至2024年12月，不丹皇家航空共有七架飛機，平均機齡12.1年 ：

## 外部連結
- 不丹皇家航空（页面存档备份，存于）